# Ms. Kelly
Ms. Kelly è il secondo album della cantante statunitense Kelly Rowland, ex membro delle Destiny's Child e pubblicato nel 2007.
L'album tra la versione standard e la versione deluxe ha venduto più di 2 milioni di copie.

## Tracce
Edizione standard
1. Like This (featuring Eve) – 3:39 (Sean Garrett, Eve Jeffers, Jamal Jones, Jason Perry, Kelly Rowland, Elvis Williams)
2. Comeback – 3:26 (Scott Storch, Jason Boyd, Lyndrea Price, Kelly Rowland)
3. Ghetto (featuring Snoop Dogg) – 2:55 (Durrell Babbs, Lonny Bereal, Calvin Broadus, Kelly Rowland)
4. Work – 3:28 (Jason Boyd, Scott Storch, Kelly Rowland)
5. Flashback – 4:21 (Charles Bereal, Kenneth Bereal, Joseph Bereal, Huy Nguyen, Britney Jackson, Kelly Rowland)
6. Every Thought Is You – 3:56 (Dana Stinson, Loren Dawson, Joseph Bereal, Billy Mann, Kelly Rowland, Shalondra Buckines, Huy Nguyen)
7. The Show (featuring Tank) – 3:36 (Kelly Rowland, Durrell Babbs, Joseph Bereal)
8. Interlude – 1:00 (Joseph Bereal, Billy Mann, Lyndrea Price, Kelly Rowland, Carsten Schack, Kenneth Karlin)
9. Still in Love with My Ex – 3:38 (Joseph Bereal, Billy Mann, Lyndrea Price, Kelly Rowland, Carsten Schack, Kenneth Karlin)
10. Love – 3:51 (Slav Vynnytsky, Marc Joseph, Solange Knowles)
11. Better Without You – 3:57 (Charmelle Cofield, Joseph Bereal, Charles Bereal, Lonny Bereal)
12. This Is Love – 4:50 (Billy Mann)

Edizione deluxe
1. Work (Freemasons radio edit) – 3:13 (Jason Boyd, Scott Storch, Kelly Rowland)
2. Daylight (featuring Travie McCoy) – 3:30 (Bobby Womack, Harold Payne, Travis McCoy)
3. Like This (featuring Eve) – 3:39 (Sean Garrett, Eve Jeffers, Jamal Jones, Jason Perry, Kelly Rowland, Elvis Williams)
4. Love – 3:51 (Slav Vynnytsky, Marc Joseph, Solange Knowles)
5. This Is Love – 4:50 (Billy Mann)
6. Broken – 3:24 (Tim Blacksmith, Mikkel Eriksen, Tor Hermansen, Kelly Rowland, Joseph Bereal, Phillip Taj Jackson)
7. Better Without You – 3:58 (Charmelle Cofield, Joseph Bereal, Charles Bereal, Lonny Bereal)
8. Every Thought Is You – 3:56 (Dana Stinson, Loren Dawson, Joseph Bereal, Billy Mann, Kelly Rowland, Shalondra Buckines, Huy Nguyen)
9. Love Again – 3:51 (Cheyenne Jones, Phil Thornton, Joseph Bereal, Charles Bereal, Roy Battle)
10. Unity – 3:50 (Jordan Thorsteinson, Troy Samson, Mike James)
11. No Man No Cry – 3:28 (Mark J. Feist, Damon Sharpe, Lauren Evans)
12. Daylight (Joey Negro Club Mix) – 7:06 (Bobby Womack, Harold Payne, Travis McCoy)
13. Comeback (Karmatronic Remix) – 6:20 (Scott Storch, Jason Boyd, Lyndrea Price, Kelly Rowland)

## Classifiche
| Classifiche (2007-2008)     | Massima posizione |
| --------------------------- | ----------------- |
| Australia                   | 44                |
| Australia Urban Chart       | 8                 |
| Brasile                     | 11                |
| Canada                      | 64                |
| Belgio                      | 61                |
| Francia                     | 88                |
| Germania                    | 80                |
| Irlanda                     | 46                |
| Italia                      | 41                |
| Giappone                    | 10                |
| Nuova Zelanda               | 53                |
| Svizzera                    | 38                |
| Regno Unito                 | 23                |
| U.S. Billboard 200          | 6                 |
| U.S. Top Digital Albums     | 16                |
| U.S. Top R&B/Hip-Hop Albums | 2                 |